# دینا بلاگوویچ
دینا بلاگوویچ (سیریلیک صربی: Дина Благојевић؛ زادهٔ ۱۵ مارس ۱۹۹۷) بازیکن فوتبال اهل صربستان است.
از باشگاه‌هایی که در آن بازی کرده‌است می‌توان به اس‌سی سند اشاره کرد.
وی همچنین در تیم ملی فوتبال Serbia بازی کرده‌است.